# Liste over herreder i Danmark
Danmark var indtil 1970 inddelt i et antal herreder. Dette er en liste over herreder i Danmark, sorteret efter amt.

## Bornholm Amt
Nørre Herred − Sønder Herred − Vester Herred − Øster Herred

## Frederiksborg Amt (før 1970)
Holbo Herred − Horns Herred − Lynge-Frederiksborg Herred − Lynge-Kronborg Herred − Strø Herred − Ølstykke Herred

## Haderslev Amt
Frøs Herred − Gram Herred − Haderslev Herred − Nørre Rangstrup Herred − Sønder Tyrstrup Herred

## Hjørring Amt
Børglum Herred − Dronninglund Herred − Horns Herred − Hvetbo Herred − Læsø Herred − Vennebjerg Herred − Øster Han Herred

## Holbæk Amt
Ars Herred − Løve Herred − Merløse Herred − Ods Herred − Samsø Herred − Skippinge Herred − Tuse Herred

## Københavns Amt (før 1970)
Smørum Herred − Sokkelund Herred

## Maribo Amt
Falsters Nørre Herred − Falsters Sønder Herred − Fuglse Herred − Lollands Nørre Herred − Lollands Sønder Herred − Musse Herred

## Odense Amt
Bjerge Herred − Båg Herred − Lunde Herred − Odense Herred − Skam Herred − Skovby Herred − Vends Herred − Åsum Herred

## Præstø Amt
Bjæverskov Herred − Bårse Herred − Fakse Herred − Hammer Herred − Mønbo Herred − Stevns Herred − Tybjerg Herred

## Randers Amt
Djurs Nørre Herred − Djurs Sønder Herred − Galten Herred − Gjerlev Herred − Mols Herred − Nørhald Herred − Onsild Herred, 
Rougsø Herred − Støvring Herred − Sønderhald Herred − Øster Lisbjerg Herred

## Ribe Amt (før 1970)
Anst Herred − Gørding Herred − Malt Herred − Ribe Herred − Skast Herred − Slavs Herred − Vester Horne Herred − Øster Horne Herred

## Ringkøbing Amt (før 1970)
Bølling Herred − Ginding Herred − Hammerum Herred − Hind Herred − Hjerm Herred − Nørre Horne Herred − Skodborg Herred − Ulfborg Herred − Vandfuld Herred

## Roskilde Amt (før 1970)
Ramsø Herred − Sømme Herred − Tune Herred − Voldborg Herred

## Skanderborg Amt
Gjern Herred − Hjelmslev Herred − Nim Herred − Tyrsting Herred − Voer Herred − Vrads Herred

## Sorø Amt
Alsted Herred − Ringsted Herred − Slagelse Herred − Vester Flakkebjerg Herred − Øster Flakkebjerg Herred

## Svendborg Amt
Gudme Herred − Langelands Nørre Herred − Langelands Sønder Herred − Sallinge Herred − Sunds Herred − Vindinge Herred − Ærø Herred

## Sønderborg Amt
Als Nørre Herred − Als Sønder Herred − Nybøl Herred

## Thisted Amt
Hassing Herred − Hillerslev Herred − Hundborg Herred − Morsø Nørre Herred − Morsø Sønder Herred − Refs Herred − Vester Han Herred

## Tønder Amt
Hviding Herred − Slogs Herred − Tønder, Højer og Lø Herred

## Vejle Amt (før 1970)
Bjerre Herred − Brusk Herred − Elbo Herred − Hatting Herred − Holmans Herred − Jerlev Herred − Nørre Tyrstrup Herred, 
Nørvang Herred − Tørrild Herred

## Viborg Amt (før 1970)
Fjends Herred − Harre Herred − Hids Herred − Hindborg Herred − Houlbjerg Herred − Lysgård Herred − Middelsom Herred - 
Nørlyng Herred − Nørre Herred − Rinds Herred − Rødding Herred − Sønderlyng Herred

## Åbenrå Amt
Lundtoft Herred − Rise Herred − Sønder Rangstrup Herred

## Ålborg Amt
Fleskum Herred − Gislum Herred − Hellum Herred − Hindsted Herred − Hornum Herred − Kær Herred − Slet Herred − Års Herred

## Århus Amt (før 1970)
Framlev Herred − Hads Herred − Hasle Herred − Ning Herred Sabro Herred − Vester Lisbjerg Herred